# Trem da Alegria do Clube da Criança
Trem da Alegria do Clube da Criança é o álbum de estreia do grupo musical infantil Trem da Alegria, lançado em 1985 pela gravadora RCA Victor (hoje Sony Music). O grupo era formado por Juninho Bill, Patricia Marx e Luciano Nassyn, que se destacaram inicialmente no álbum 1.º Festival Internacional da Criança, de 1983 e no disco Clube da Criança, de 1984.
Produzido por Guti, com arranjos de Lincoln Olivetti e Luiz Avellar e direção musical de Miguel Plopschi, o álbum conta com 15 faixas e participações especiais de artistas como Sérgio Malandro, Pelé, Xuxa, Gal Costa, Moreno Veloso, Lucinha Lins, Carequinha e o grupo porto-riquenho Menudo.
Destacam-se os singles "Uni, Duni, Tê" e "Dona Felicidade", que se tornaram grandes sucessos e ajudaram na promoção do álbum através de videoclipes e apresentações em programas de TV. 
Comercialmente, o álbum foi um sucesso, vendendo mais de 400 mil cópias no Brasil em um ano e rendendo ao grupo discos de ouro e de platina.

## Antecedentes
Em 1985, os segundo e terceiro colocados do programa 1.º Festival Internacional da Criança, Patricia Marx (creditada como Patrícia Marques) e Luciano Nassyn  (creditado como Luciano Di Franco), uniram-se a Juninho Bill, que também participou do programa e do respectivo disco, formando um trio musical. A ideia para a criação deste trio surgiu do produtor musical Miguel Plopschi, que atuou como empresário e criador do grupo. Miguel Plopschi sugeriu à gravadora RCA que contratasse os três jovens talentos para gravarem um disco em colaboração com a então modelo e futura apresentadora Xuxa, além do palhaço Carequinha. O resultado dessa colaboração foi o álbum Clube da Criança, que também contou com a participação especial de outros artistas do elenco da gravadora.
O sucesso do LP Clube da Criança foi significativo, levando os produtores da RCA a decidir pela formação de um grupo infantil, assim nascendo o Trem da Alegria com Patrícia Marx, Luciano Nassyn e Juninho Bill. Este grupo logo se consolidou como um dos mais populares entre o público infantil, marcando a década de 1980 com suas canções e performances.

## Produção e gravação
O álbum lançado em 1985, foi produzido por Guti, com arranjos de Lincoln Olivetti e Luiz Avellar, sob a direção de Miguel Plopschi. O LP contém 15 faixas, sendo a última uma versão instrumental de "Uni, Duni, Tê". Este álbum é notável por contar com a participação especial de diversos artistas, incluindo Sérgio Malandro, Pelé, Xuxa, Gal Costa, Moreno Veloso, Carequinha e o grupo porto-riquenho Menudo.
Além das colaborações ilustres, o álbum se destaca por incluir versões de músicas estrangeiras, "Lili" e "Coqui", sendo o único do grupo a apresentar tais adaptações. A primeira faixa citada, é uma versão em português de "Hi-Lili, Hi-Lo", uma canção popular com música de Bronislaw Kaper e letra de Helen Deutsch, que foi publicada em 1952, e apresentada no filme Lili de 1953, estrelado por Leslie Caron. Já "Coqui" é uma versão em português da faixa do mesmo nome, lançada pelo Menudo em seu álbum Una aventura llamada Menudo, de 1982.
A primeira edição do LP vinha acompanhada de um cupom que oferecia aos fãs a chance de ganhar uma viagem para Porto Rico com o grupo Menudo, um atrativo que aumentou ainda mais o interesse pelo fonograma.

## Lançamento e divulgação
O lançamento do álbum ocorreu no "Espaço Mágico" do Barra Shopping, no Rio de Janeiro, e devido à grande demanda, foram adicionadas mais duas datas nos finais de semana subsequentes. O evento contou com a participação especial da apresentadora Xuxa, que foi uma atração extra e ajudou a consolidar o sucesso do lançamento.

### Singles
"Uni, Duni, Tê" foi lançada como primeiro single em um compacto simples. Composta por Michael Sullivan e Paulo Massadas, tornou-se o primeiro sucesso do grupo. A canção tem a participação especial do grupo The Fevers, e foi promovida com um videoclipe dirigido por Paulo Netto e cantada na turnê nacional do grupo. A faixa também aparece na primeira compilação do Trem da Alegria, lançada em 1992, e na compilação Focus: O Essencial de Trem da Alegria. Em 1987, a cantora francesa Chantal Goya lançou uma versão em francês, intitulada "Dou ni dou ni day", que alcançou a posição #35 na parada de sucessos francesa.
"Dona Felicidade" foi escolhida como segundo single e se tornou um dos maiores sucessos do grupo. Também composta por Sullivan e Massadas, a faixa conta com a participação especial da atriz e cantora Lucinha Lins. O single foi amplamente divulgado em programas de TV, como o FM TV da Rede Manchete e o Lupu Limpim Clapa Topo, onde foi cantada junto com a apresentadora. Um EP lançado exclusivamente pela rede de supermercados Sendas inclui uma versão da música sem a participação de Lucinha Lins.

## Desempenho comercial
O LP alcançou sucesso comercial significativo, estreando na oitava posição na parada de discos mais vendidos do Jornal do Brasil e atingindo sua posição mais alta, a segunda colocação, em 21 de julho de 1985. Na lista de fim de ano da Nopem, o álbum apareceu na 29ª posição como um dos LPs/K7s mais vendidos de 1985.
Em 1986, um ano após seu lançamento, as vendas ultrapassaram 400 mil cópias no Brasil, superando em 100 mil cópias o disco Clube da Criança, do qual participavam Patricia e Luciano. O grupo recebeu seu primeiro disco de ouro no programa Os Trapalhões, e o disco de platina foi entregue no Programa Silvio Santos.

## Lista de faixas
- Créditos adaptados do encarte do LP Trem da Alegria, de 1985.[3]

Lado A
| N.º | Título                        | Compositor(es)                                | Participação              | Duração |  |
| 1.  | "Uni, Duni, Tê"               | Michael Sullivan Paulo Massadas               | Fevers                    | 4:05    |  |
| 2.  | "Dona Felicidade"             | Michael Sullivan Paulo Massadas               | Lucinha Lins              | 3:20    |  |
| 3.  | "Lili" (Hi Lili Hi Lo)        | Bronislaw Kaper Helen Deutsch Haroldo Barbosa | Gal Costa e Moreno Veloso | 3:51    |  |
| 4.  | "Cachorrinho Entra Na Roda"   | Ed Wilson Carlos Colla                        | Carequinha                | 2:51    |  |
| 5.  | "Flipper, Meu Golfinho Amigo" | Téo Caminha                                   |                           | 4:08    |  |
| 6.  | "Vai E Vem"                   | Mazinho Turle Lico                            |                           | 2:50    |  |
| 7.  | "O Balão Iluminado"           | Juninho Ferreira                              |                           | 3:15    |  |

Lado B
| N.º | Título                    | Compositor(es)                          | Participação | Duração |  |
| 1.  | "Coqui"                   | A. Monroy C. Villa E. Diaz Carlos Colla | Menudo       | 3:05    |  |
| 2.  | "O Bolo do Amor"          | Michael Sullivan Paulo Massadas         | Xuxa         | 3:22    |  |
| 3.  | "O Atleta Do Século"      | Michael Sullivan Paulo Massadas         | Pelé, Xuxa   | 3:30    |  |
| 4.  | "Meu Pequeno Tommy"       | Téo Caminha                             |              | 3:51    |  |
| 5.  | "Canta, Canta Passarinho" | José Renato Serginho                    | Pelé         | 3:06    |  |
| 6.  | "ABC Do Bicho Papão"      | Pelé                                    | Pelé         | 3:26    |  |
| 7.  | "Contando Carneirinhos"   | Mauro Gomes                             | Xuxa         | 1:55    |  |
| 8.  | "Uni-Duni-Tê" (Karaokê)   | Michael Sullivan Paulo Massadas         |              | 2:09    |  |

## Tabelas
| Tabela musical (1985) | Melhor posição |
| --------------------- | -------------- |
| Brasil (Nopem)        | 2              |

| Tabela musical (1985) | Posição |
| --------------------- | ------- |
| Brasil (Nopem)        | 29      |

## Certificações e vendas
| Região                                                                                 | Certificação | Vendas certificadas |
| -------------------------------------------------------------------------------------- | ------------ | ------------------- |
| Brasil                                                                                 | 2× Platina   | 500,000             |
| *vendas baseadas apenas na certificação ^distribuições baseadas apenas na certificação |              |                     |